# Britten (motorfiets)

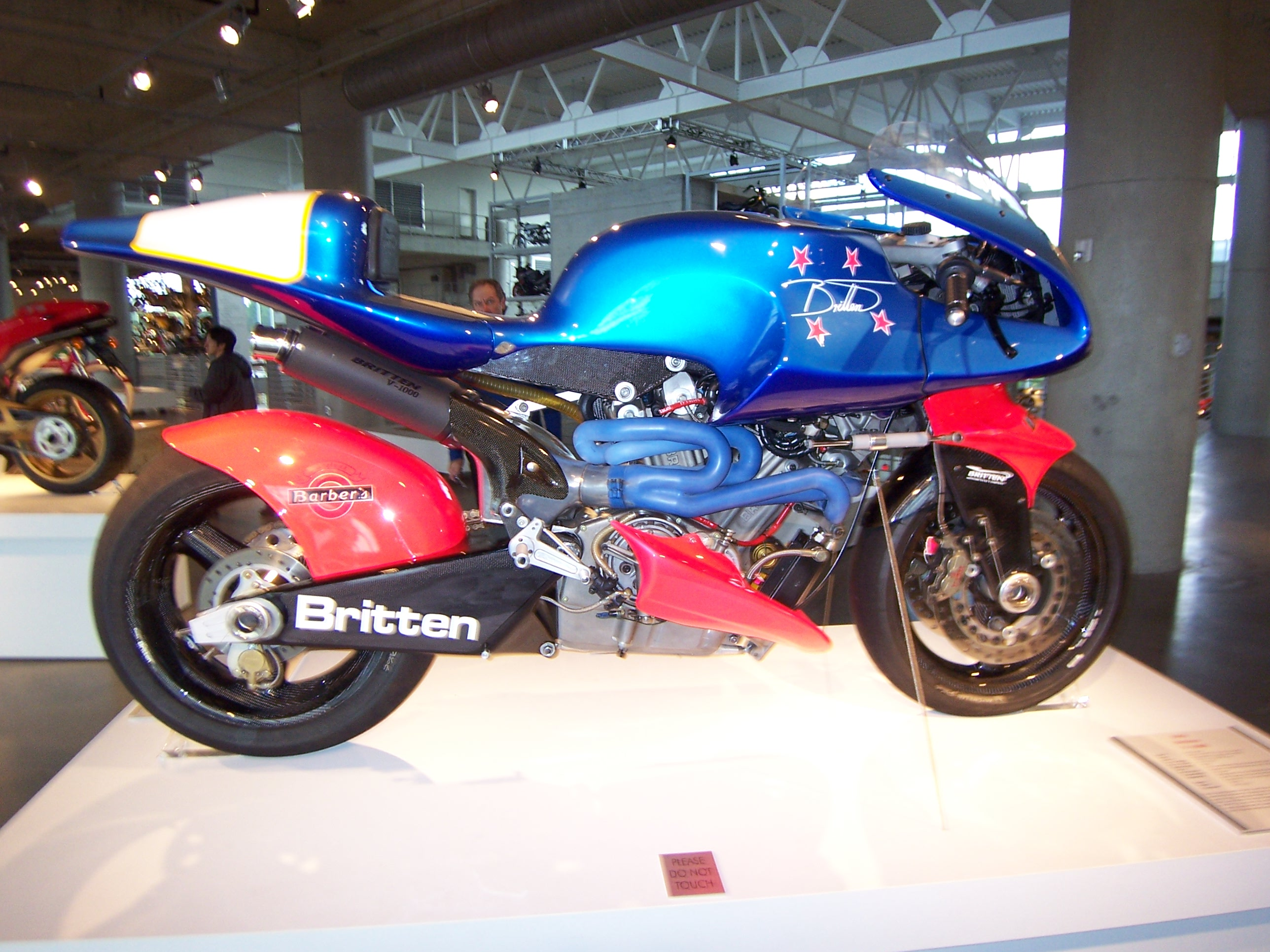
Britten V 1000

Britten (Britten Motorcycle Company Ltd., Christchurch, New Zealand) is een historisch motorfietsmerk.
De Nieuw-Zeelandse constructeur John Britten debuteerde in 1989 in Daytona Beach met een revolutionaire 1000 cc tweecilinder racer.
De motor was opgebouwd met twee Ford-Cosworth-cilinders uit een formule 1 auto, waarbij het motorblok een belangrijk dragend gedeelte van het frame was. De Brittens (later verschenen er nog een 1000 en een 1100 cc uitvoering) waren altijd voorzien van zeer vooruitstrevende techniek en konden het opnemen tegen motoren van grote fabrieken.
John Britten was in de laatste jaren als technisch adviseur en ontwerper betrokken bij de herintroductie van het merk Indian, maar zijn overlijden op 5 september 1995 maakte aan deze plannen vooralsnog een einde.
De Britten-motorfietsen bleven nog lang goed meedoen in races. In 1999 nog won Lex van Dijk met groot gemak de Sound of Thunder race in Daytona. Er zijn tien Britten-motorfietsen gebouwd, waarvan er drie in Nieuw-Zeeland zijn, één in Italië, één in Nederland en vijf in de Verenigde Staten.